# 傅忠海
傅忠海（1914年—2010年），男，湖北沔阳人，中华人民共和国政治人物，曾任辽宁省轻工业局副局长、国防工业办公室主任，辽宁省人大常委会副主任。